# Stepan Tudor
Stepan Ołeksiuk (pseudonim literacki Stepan Tudor, ur. 25 sierpnia 1892 w Ponikwie  k. Brodów, zm. 22 czerwca 1941 we Lwowie) – ukraiński pisarz, poeta, krytyk literacki i działacz społeczno-polityczny; przedstawiciel szkoły lwowsko-warszawskiej w filozofii.

## Życiorys
Członek zachodnioukraińskiego ugrupowania literackiego Horno, skupiającego pisarzy komunistycznych. Od 1930 redaktor czasopisma "Wikna". Autor licznych opowiadań i wierszy napisanych w duchu rewolucyjnym, gloryfikujących partię bolszewicką oraz nowy system komunistyczny, piętnujących ukraiński nacjonalizm burżuazyjny i faszyzm. Jego najbardziej znanym dziełem jest antyklerykalna i antypolska w wymowie powieść satyryczna Deń otcia Sojky (powstała w latach 1932 – 1941, wyd. pośmiertnie w wydaniach w latach 1947 – 1949).
Zginął w bombardowaniu Lwowa podczas niemieckiej inwazji na ZSRR. Wraz z nim zginęła grupka lwowskich pisarzy – Ołeksandr Hawryluk, Franciszek Parecki i ich żony, oraz Zofia Charszewska.